# I. Károly liechtensteini herceg
I. Károly (Karl von Liechtenstein; 1569. július 30. – 1627. február 12.) Liechtenstein első hercege, a Liechtenstein hercegi ház megalapítója. 

## Élete

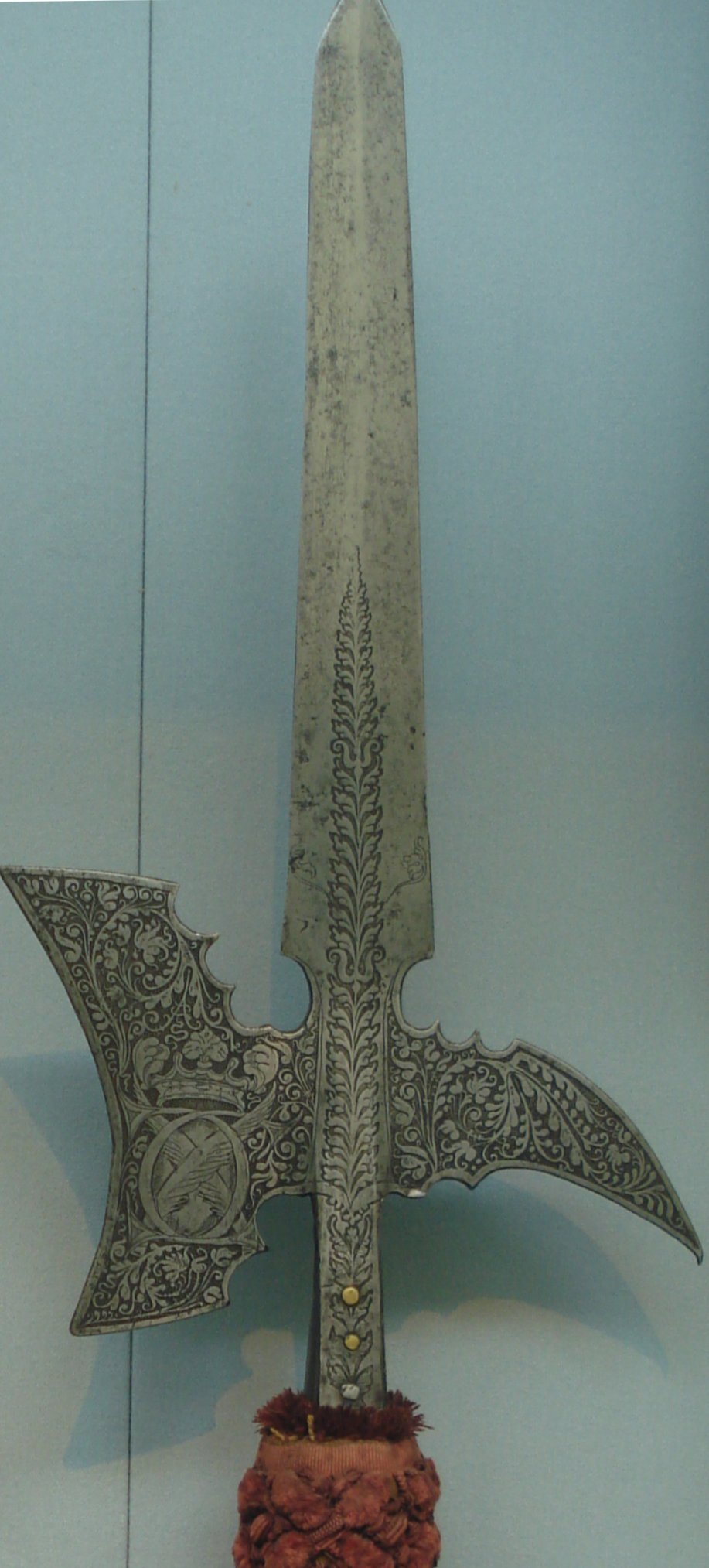
Károly testőrségének alabárdja

Károly 1569. július 30-án született, feltehetően Feldsbergben, II. Hartmann von Liechtenstein-Feldsberg (1544–1585) és felesége, Anna Maria von Ortenburg (1547–1601) (II. Ulrich II von Ortenburg gróf lánya) legidősebb fiaként. Igen jó evangélikus nevelést kapott a Cseh testvériség iskolájában. 1599-ben két öccsével, Maximiliannal és Gundakerrel együtt áttért a katolicizmusra és ezután II. Rudolf császár kinevezte bécsi udvarának főkamarásává, amivel egyben a Titkos tanácsba is bekerült. Ezeket a tisztségeket 1607-ig töltötte be, amikor a császár és öccse, Mátyás főherceg vitájában az utóbbi pártjára állt. Mátyás cserébe 1608-ban örökös hercegi rangot adományozott neki. 1613-ban a sziléziai Troppau hercege lett. Az 1618-ban kezdődő cseh felkelésben II. Ferdinánd császár oldalára állt. A fehérhegyi csata után Károly feladata volt a lázadók elfogása és kivégzése. Szolgálataiért a császár 1622-ben kinevezte Csehország alkirályává, a következő évben megkapta a sziléziai Jägerndorf hercegségét és felvették az Aranygyapjas rendbe. Birtokait jelentősen gyarapította a lázadó nemesek elkobzott tulajdonaival.
Károly 1627. február 12-én halt meg Prágában, 57 éves korában.

## Családja
Károly 1590-ben feleségül vette Anna Maria Šemberovát (1575–1625), Boskovice és Černá Hora bárónőjét. Legalább négy gyermekük született:
- Anna Maria Franziska (1597. december 7. – 1640. április 26.) feleségül ment Maximilian von Dietrichstein-Nikolsburg herceghez
- Franziska Barbara (1604–1655) feleségül ment Wenzel Werner von T'Serclaeshez, Tilly grófjához[2]
- Heinrich (fiatalon meghalt)
- Karl Eusebius (1611. április 11. – 1684. április 5.) Liechtenstein hercege[3]

## Fordítás
- Ez a szócikk részben vagy egészben  a   Karl I, Prince of Liechtenstein című angol Wikipédia-szócikk ezen változatának fordításán alapul.  Az eredeti cikk szerkesztőit annak laptörténete sorolja fel. Ez a jelzés csupán a megfogalmazás eredetét és a szerzői jogokat jelzi, nem szolgál a cikkben szereplő információk forrásmegjelöléseként.